# Божин Симић
Божин Симић (Велики Шиљеговац, 20. октобар 1881 — Београд, 24. фебруар 1966) био је српски официр, учесник Балканских и Првог светског рата. Члан организације „Црна рука” и масонске ложе Побратим. Након Другог светског рата био је амбасадор ФНРЈ у Турској.

## Биографија
Рођен је 20. октобра 1881. године у селу Велики Шиљеговац, код Крушевца. Потиче из учитељске породице.
Завршио је Војну академију и учествовао у Мајском преврату 1903. године. Од 1911. године био је надзорни официр Врањског граничног рејона према Турској. Као официр за везу пребацивао је четнике Воје Танкосића преко границе на турску територију.
За време Првог светског рата је био командир чете. Године 1916. отпутовао је за Русију, где је у Одеси био задужен за регрутовање војника за српску војску из редова аустроугарских заробљеника и учествује у оснивању Добровољачке дивизије.
У периоду између два светска рата је од власти ухапшен, па је штрајковао глађу у Пожаревцу, у знак протеста, говорећи да није крив. Делфа Иванић се трудила да се он ослободи, а утицала је да и њен ранији пријатељ из Цариграда, патријарх Варнава Росић такођер интервенише у том правцу. То је уродило плодом и Божин је ослобођен. 
На Солунском процесу осуђен је на 18 година затвора, због чега остаје у Русији и после Октобарске револуције постаје пуковник Црвене армије. Тамо остаје до 1936. године, када се вратио у Југославију. Ухапшен је на граници, ражалован и после два дана пуштен из притвора уз повраћај чина пуковника који му је одузет.
Био је у дослуху са генералом Душаном Симовићем, са којим се састао 26. марта (дан пре пуча) и обавестио га о расположењу Совјета да са Југославијом закључе споразум. Учествовао је у преговорима са Стаљином због чега су одмах после војног пуча 27. марта, Мустафа Голубић високи официр НКВД и Божин Симић заједно, из Београда, авионом отпутовали за Москву како би присуствовали потписивању Споразума о пријатељству Југославије и Совјетског Савеза. За време Другог светског рата Божин Симић је као министар Владе у изгнанству имао наступ у доњем дому британског Парламента у коме се супротставио бомбардовању Београда од стране савезника, јер у Србији постоји покрет отпора окупационим снагама, док се нпр. не бомбардује Бугарска која је отворено прешла на страну сила осовине. Након тог његовог иступа уследило је вишедневно бомбардовање Софије. Због овог иступа на њега је након Другог светског рата, приликом његовог пута у Анкару где је кренуо да преузме положај амбасадора ФНРЈ, у Софији покушан атентат, који је овај преживео.
После Другог светског рата је био амбасадор ФНРЈ у Француској и Анкари.
Преминуо је 24. фебруара 1966. године у Београду.